# Іда Саксен-Майнінгенська
Іда Саксен-Майнінгенська (нім. Ida von Sachsen-Meiningen, 25 червня 1794 — 4 квітня 1852) — принцеса Саксен-Майнінгенська, донька герцога Саксен-Майнінгенського Георга I та принцеси Гогенлое-Лангенбурзької Луїзи Елеонори, дружина принца Саксен-Веймар-Айзенаського Карла Бернхарда.

## Біографія
Іда народилась 25 червня 1794 року у Майнінгені. Вона була другою дитиною та другою донькою в родині герцога Саксен-Майнінгенського Георга I та його дружини Луїзи Елеонори Гогенлое-Лангенбурзької. Дівчинка мала старшу сестру Адельгейду, за кілька років народився молодший брат Бернхард.
Мешкало сімейство у замку Елізабетхенбург в Майнінгені. Літо від 1798 року проводили у замку Альтенштайн у Тюринзькому лісі. 
Батько помер, коли дівчинці було дев'ять. Регентом країни стала її мати.
У 21-річному віці Іду пошлюбив принц Саксен-Веймар-Айзенаський Карл Бернхард. Весілля відбулося у Майнінгені 30 травня 1816, на 24-й день народження нареченого. У подружжя з'явилося восьмеро дітей
Бернхард, у чині генерала, служив у Нідерландах. Іда поїхала за ним і наступні роки провела у різних гарнізонних містах. Літо вона, зазвичай, проводила у батьківському володінні, замку Альтенштайн, що в Тюринзькому лісі.
Через свою благодійницьку діяльність була дуже популярною серед народу.
Померла Іда у 57-річному віці від пневмонії. Останніми її словами були: «Сподіваюся, цієї ночі я спатиму добре». Похована у князівській усипальні Веймару на історичному цвинтарі міста.

## Родина

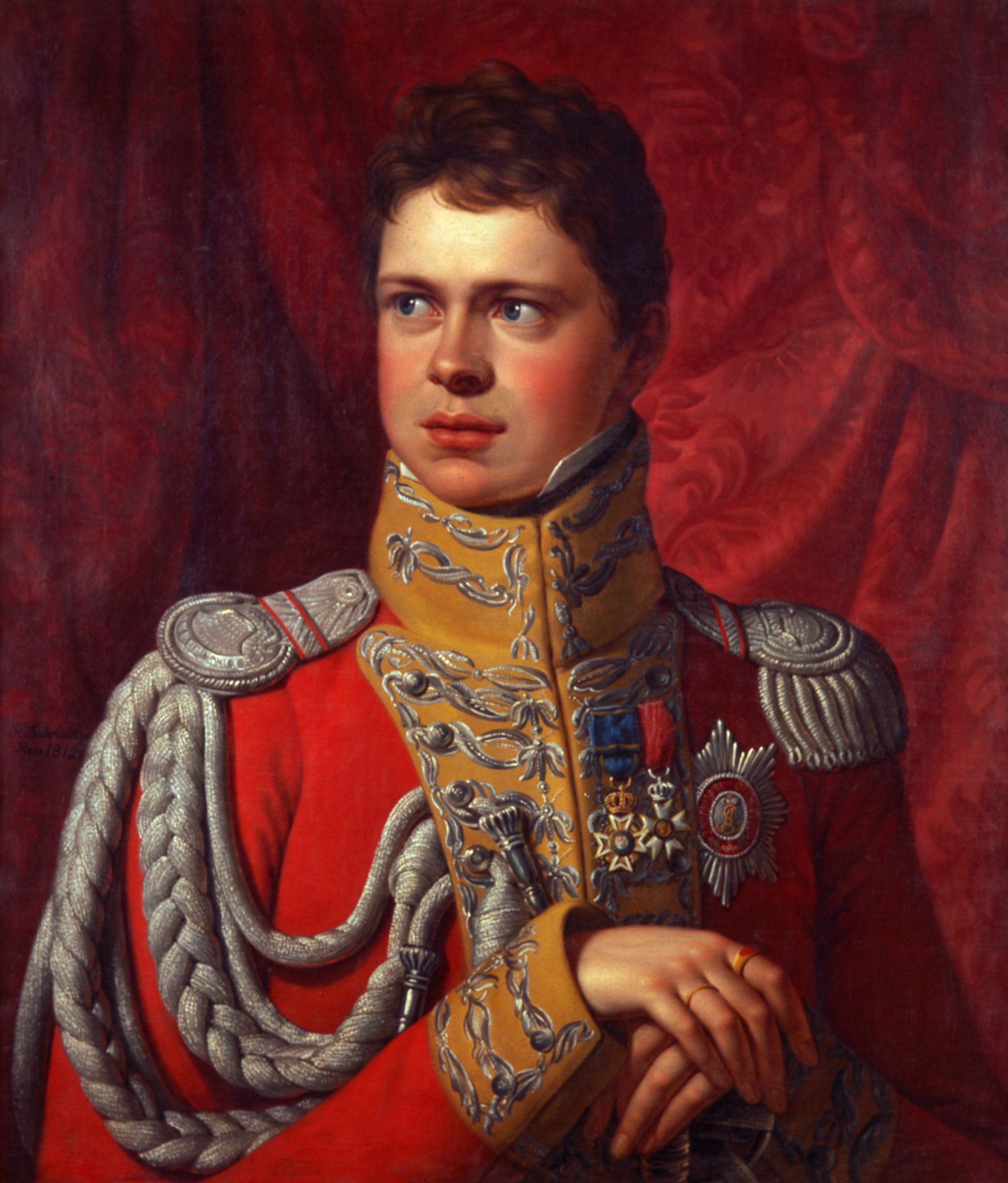
Карл Бернхард на портреті пензля Рудольфа Зурландта, 1812

Чоловік — Карл Бернхард, великий герцог Саксен-Веймар-Айзенаський
Діти:
- Луїза (1817—1832) — померла у 15-річному віці бездітною та неодруженою;
- Вільгельм (1819—1839) — пішов з життя у 19-річному віці бездітним та неодруженим;
- Амалія (22 травня—23 червня 1822) — померла немовлям;
- Едуард (1823—1902) — британський фельдмаршал, провів майже все життя у Великій Британії, узяв морганатичний шлюб із леді Августою Гордон-Леннокс, донькою 5-го герцога Річмонда, дітей не мав;
- Герман (1825—1901) — вюртемберзький майор-генерал, був одружений з Августою Вюртемберзькою, мав шестеро дітей;
- Густав (1827—1892) — був морганатично одружений з П'єріною Мароччіа, нащадків не залишив;
- Анна (1828—1864) — померла у віці 35 років бездітною та неодруженою;
- Амалія (1830—1872) — дружина принца Генріха Оранж-Нассау, дітей не мала.